# Het stenen beeld
Het stenen beeld is een Nederlandstalige jeugdroman, geschreven door Paul Biegel en uitgegeven in 1974 bij Uitgeverij Holland in Haarlem. De eerste editie van het boek, gericht op kinderen vanaf 10 jaar, werd geïllustreerd door Nel Maritz.

## Inhoud
Twee jonge broers vertrekken tegelijkertijd vanaf een plek in het bos bij een stenen beeld. De een reist naar het oosten, de ander naar het westen. Jaren later, na veel vreemde belevenissen, komen ze elkaar aan de andere kant van de wereld weer tegen. Geen van beiden heeft gevonden wat hij zocht, en ze besluiten elkaars route terug naar het bos te volgen. Onderweg maken ze af wat de ander is begonnen, maar nooit heeft kunnen voltooien. Uiteindelijk komen ze elkaar weer tegen bij het stenen beeld.